# Primitive (альбом)
Primitive — второй студийный альбом группы Soulfly, вышел в сентябре 2000 года на лейбле Roadrunner Records.
Как и на предыдущем альбоме(Soulfly), помимо основного состава группы, в записи принимало участие множество приглашенных музыкантов: Кори Тейлор (Slipknot), Шон Леннон, Чино Морено (Deftones), Том Арайя (Slayer), Grady Avenell (Will Haven) и другие (см. ниже).

## Список композиций
1. «Back to the Primitive» — 4:20
2. «Pain» (feat. Grady Avenell, Chino Moreno) (текст Авенейл, Кавалера, Морено) — 3:40
3. «Bring It» — 3:22
4. «Jumpdafuckup» (feat. Corey Taylor) (текст Кавалера, Тейлор) — 5:11
5. «Mulambo» (feat. The Mulambo Tribe) — 4:19
6. «Son Song» (feat. Sean Lennon) (текст Кавалера, Леннон) — 4:17
7. «Boom» — 4:56
8. «Terrorist» (feat. Tom Araya, Jose Navarro) (текст Кавалера, Арайя) — 3:46
9. «The Prophet» — 2:57
10. «Soulfly II» (текст Кавалера, Перри) — 6:04
11. «In Memory of…» (feat. B.Rabouin, D.Perry, J.Olbert) (текст Кавалера, Олберт, Перри) — 4:36
12. «Flyhigh» (feat. Asha Rabouin) (текст Кавалера, Олберт) — 4:48

- Limited Edition и японское издание альбома дополнительно включали:

1. «Eye For An Eye» (Live) — 3:50
2. «Tribe» (Live) — 6:24
3. «Soulfire» — 5:14
4. «Soulfly» (Universal Spirit Mix) — 6:08

## Участники записи

### Основной состав группы
- Макс Кавалера (Max Cavalera) — гитара, беримбау, бас, вокал, продюсирование
- Марчелло Рапп (Marcello D. Rapp) — бас, перкуссия
- Джо Нуньес (Joe Nunez) — ударные, перкуссия
- Майк Долинг (Mike Doling) — гитара
- Джексон Бандейра (Jackson Bandeira) — гитара

### Прочие участники
- Тоби Райт — продюсирование
- Шон Леннон — продюсирование, вокал
- Аша Рабуин - вокал («Flyhigh»)
- Кори Тейлор — вокал («Jumpdafuckup»)
- Чино Морено — вокал («Pain»)
- Грэди Эвенелл — вокал («Pain»)
- Том Арайа — вокал («Terrorist»)
- Cutthroat Logic — рэп («In Memory Of»)
- Мейа Нойт — перкуссия
- Ларри Макдональд — перкуссия
- Невилл Гаррик — фотограф
- Энди Уоллес — сведение
- Стив Сиско — техник
- Лео Зулуэта — Logo
- Джордж Марино — мастеринг
- Глен ЛаФерман — фотограф
- Тоби Райт (треки 2, 3, 4, 6, 7, 9, 10, 11, 12)

## Позиции в чартах
Billboard 200 (Северная Америка) — 32 место
Top Independent Albums — 11 место